# Oreste Schiuma
Oreste Schiuma (* 17. April 1881 in Spinazzola; † 4. Juni 1957 in Buenos Aires) war ein argentinischer Musikkritiker und Musikschriftsteller italienischer Herkunft. Er war der ältere Bruder des Komponisten Alfredo Schiuma.

## Leben und Werk
Oreste Schiuma wurde 1881 im italienischen Spinazzola geboren. 1888 emigrierte die Familie nach Argentinien.
Oreste Schiuma wirkte als Musikkritiker verschiedener Tageszeitungen in Argentinien. Er veröffentlichte folgende Monographien: Beethoven en la vida y en las sinfonías (1928); Música y músicos argentinos (1943); Argentina musical (1944); Músicos argentinos contemporáneos (1948); Poemas musicales argentinos (1954); Cien años de música argentina (1956).